# 川崎 (羽村市)
川崎（かわさき）は、東京都羽村市の大字・町名。現行行政地名は大字川崎と川崎一丁目から川崎四丁目。住居表示は大字川崎が未実施区域、川崎一丁目から川崎四丁目が実施済み区域。

## 地理
羽村市の南部に位置し、南東部に丁目側、南西部に大字が設置されている。丁目側の北に羽東、北東に五ノ神、東に神明台、南東に福生市加美平、南に福生市福生と接している。また、大字側は北に羽、南に双葉町、東に瑞穂町むさし野と接していて、また横田基地内にも一部設置されている。

### 地価
住宅地の地価は、2025年（令和7年）1月1日の公示地価によれば、川崎3-9-2の地点で13万5000円/m2となっている。

## 世帯数と人口
2025年（令和7年）7月1日現在（羽村市発表）の世帯数と人口は以下の通りである。なお、横田基地内の人口は含まれていない。大字は人口が0人のため、省略する。
| 丁目       | 世帯数  | 人口    |
| ---------- | ------- | ------- |
| 川崎一丁目 | 285世帯 | 599人   |
| 川崎二丁目 | 278世帯 | 569人   |
| 川崎三丁目 | 207世帯 | 444人   |
| 川崎四丁目 | 166世帯 | 426人   |
| 計         | 936世帯 | 2,038人 |

### 人口の変遷
国勢調査による人口の推移。
| 年                 | 人口  |
| ------------------ | ----- |
| 1995年（平成7年）  | 2,172 |
| 2000年（平成12年） | 2,150 |
| 2005年（平成17年） | 2,161 |
| 2010年（平成22年） | 2,144 |
| 2015年（平成27年） | 2,045 |
| 2020年（令和2年）  | 1,967 |

### 世帯数の変遷
国勢調査による世帯数の推移。
| 年                 | 世帯数 |
| ------------------ | ------ |
| 1995年（平成7年）  | 726    |
| 2000年（平成12年） | 768    |
| 2005年（平成17年） | 782    |
| 2010年（平成22年） | 827    |
| 2015年（平成27年） | 821    |
| 2020年（令和2年）  | 838    |

## 学区
市立小・中学校に通う場合、学区は以下の通りとなる（2012年6月時点）。
| 大字・丁目 | 番・番地等 | 小学校               | 中学校                 |
| ---------- | ---------- | -------------------- | ---------------------- |
| 川崎       | 全域       | 羽村市立武蔵野小学校 | 羽村市立羽村第三中学校 |
| 川崎一丁目 | 全域       | 羽村市立羽村東小学校 | 羽村市立羽村第一中学校 |
| 川崎二丁目 | 全域       | 羽村市立羽村東小学校 | 羽村市立羽村第一中学校 |
| 川崎三丁目 | 全域       | 羽村市立羽村東小学校 | 羽村市立羽村第一中学校 |
| 川崎四丁目 | 全域       | 羽村市立羽村東小学校 | 羽村市立羽村第一中学校 |

## 交通

### 道路
- 東京都道29号立川青梅線
- 東京都道163号羽村瑞穂線
- 東京都道250号あきる野羽村線

## 事業所
2021年（令和3年）現在の経済センサス調査による事業所数と従業員数は以下の通りである。
| 大字・丁目 | 事業所数 | 従業員数 |
| ---------- | -------- | -------- |
| 川崎       | 2事業所  | 69人     |
| 川崎一丁目 | 25事業所 | 215人    |
| 川崎二丁目 | 12事業所 | 49人     |
| 川崎三丁目 | 15事業所 | 39人     |
| 川崎四丁目 | 7事業所  | 16人     |
| 計         | 61事業所 | 388人    |

### 事業者数の変遷
経済センサスによる事業所数の推移。
| 年                 | 事業者数 |
| ------------------ | -------- |
| 2016年（平成28年） | 66       |
| 2021年（令和3年）  | 61       |

### 従業員数の変遷
経済センサスによる従業員数の推移。
| 年                 | 従業員数 |
| ------------------ | -------- |
| 2016年（平成28年） | 326      |
| 2021年（令和3年）  | 388      |

## 施設
- 羽村市立武蔵野小学校（大字）
- 羽村市立羽村第三中学校（大字）
- 宗禅寺

## その他

### 日本郵便
- 郵便番号 : 205-0021[3]（集配局 : 羽村郵便局[16]）。